# Jakovlev Jak-27
Jakovlev Jak-27 (kód NATO "Flashlight-C") byl sovětský nadzvukový letoun vyvinutý v roce 1958 z prototypu Jak-121. Nejvíce vyrobených kusů se dočkala průzkumná varianta Jak-27R (kód NATO "Mangrove").

## Vývoj
Prototyp Jak-121 byl vyvinut jako nástupce stroje Jak-25 a stal se základem pro nadzvukové stíhače a taktické průzkumné letouny Jak-27. Stíhací Jak-27 a Jak-27K vyzbrojené kanonem a raketami K-8 dosáhly požadavků, ale byly překonány výkonnějším strojem Suchoj Su-9, a tak výroba nebyla zahájena.
Verze výškového stíhače, Jak-27V, byla přestavěna z prototypu Jak-121 namontováním raketového posilovače Duškin S-155 do zadní části trupu a motory Tumanskij RD-9AKJe přídavným spalováním. Přestože výkon byl velmi dobrý a během zkoušek dosáhl výšky 23 000 m (75 400 stop), vývoj byl zastaven kvůli problémům s údržbou raketového motoru Duškin S-155.
Specializovaná výšková fotoprůzkumná varianta stíhače Jak-27 byla pojmenována Jak-27R (označení NATO „Mangrove“). Radom a radar byly nahrazeny prosklenou přídí pro pozorovatele/navigátora, byly přidány dvě kamery a kanon Nudelman-Richtěr NR-23 byl odstraněn. Měl delší křídlo s rozpětím 11,82 m (38 stop 9 palců), se dvěma proudovými motory Tumanskij RD-9AF a maximální rychlostí asi 1 285 km/h (798 mph) ve velké výšce. Dostup činil 16 500 m (54 000 stop) a dolet 2 380 km (1 480 mi) se dvěma křídlovými nádržemi. V závodě č. 292 v Saratově bylo vyrobeno asi 180 letadel.

## Služba
Jak-27R vstoupil do služby u sovětského letectva v roce 1960 a měl nahradit podzvukový průzkumný letoun Iljušin Il-28. I přes větší rychlost a dostup měl však menší dolet. Jak-27R měl také určitá provozní omezení a nadzvukovou rychlostí s ním létali pouze nejzkušenější piloti. Nízká poloha motorů způsobila, že byly náchylné ke vniknutí cizích předmětů z neupravených ranvejí na předsunutých základnách. S rostoucím pokrytím protiletadlových střel nad Evropou byl výškový Jak-27R často omezenější než Il-28. Jak-27R byl vyřazen z operační služby na počátku 70. let a byl nahrazen letouny Jak-28R a MiG-25R.

## Varianty
- Jak-27
- Jak-27F
- Jak-27K (Jak-27K-8)
- Jak-27R
- Jak-27LSh, (lyžnoje šasí - lyžový podvozek)
- Jak-27RN
- Jak-27V
- Jak-121

## Specifikace (Jak-27R)

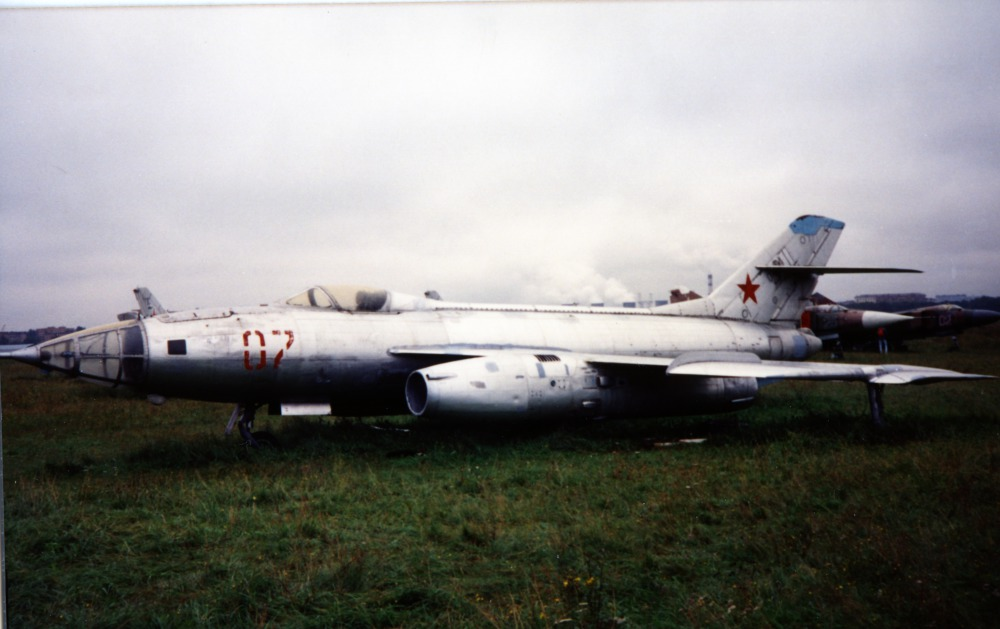
Jakovlev Jak-27

### Technické údaje
- Posádka: 1
- Rozpětí: 11,82 m
- Délka: 18,55 m
- Výška: 4,05 m
- Nosná plocha: 28,94 m²
- Hmotnost prázdného stroje: kg
- Max. vzletová hmotnost: 13 600
- Pohon: 2× proudový motor Tumanskij RD-9
  - Tah motoru: 37,2 kN

### Výkony
- Maximální rychlost: 1 285 km/h
- Dostup: 16 550 m
- Dolet: 2 380 km
- Počáteční stoupavost: 95 m/s
- Plošné zatížení: kg/m²
- Pomět tah/hmotnost:

### Výzbroj
- 1 × kanon Nudelman-Richtěr NR-23